# Tomás II de Estrigonia
Tomás (en húngaro: Tamás érsek; siglo XIII-1321), trigésimo segundo arzobispo de Estrigonia (1305-1321), miembro de la nobleza húngara del siglo XIV.

## Biografía
Tomás era sobrino por vía materna del anterior arzobispo Lodomero de Estrigonia. Cerca de 1291 sirvió como prepósito de Estrigonia y estudió en Padua. Dos años después se convirtió en gran prepósito y en 1303 viajó junto al arzobispo de Kalocsa a Roma para defender los derechos del rey Carlos I Roberto de Hungría, frente al otro reclamante coronado Wenceslao III de Bohemia. Ese mismo año obtuvo el presbisterato de Székesfehérvár y mientras tanto continuó apoyando decididamente a Carlos Roberto como rey de Hungría.
En 1305 su lealtad rindió frutos, pues fue nombrado arzobispo de Estrigonia. Se vio forzado a buscar gente armada para recuperar su sede arzobispal, pues la familia de los Kőszegi, que se oponía al rey Carlos Roberto había tomado el palacio de la arquidiócesis. En 1307 presidió el sínodo de Udvard y en 1308 tomó parte en las negociaciones de Kékes. El 15 de junio de 1309 Tomás ofició la segunda coronación de Carlos Roberto en la ciudad de Buda, pero ya que la Santa Corona Húngara estaba en manos del vaivoda de Transilvania Ladislao Kán, tuvo que utilizar una corona cualquiera. Con esto muchas tradiciones fueron ofendidas y la coronación no fue considerada legitima. Luego de que Tomás negociase con el vaivoda, éste decidió devolver la corona solo cuando fue amenazado con la excomunión eclesiástica. De esta manera, Tomás ofició en 1310 la tercera y última coronación del rey húngaro.
Luego de la batalla de Rozgony en contra de los reyezuelos húngaros (oligarcas que se oponían a Carlos Roberto), se esforzó por establecer la paz entre las dos partes. Mantuvo una política activa con respecto a las propiedades confiscadas o destruidas y recibió importantes donaciones del monarca húngaro por su lealtad.
Tomás falleció a comienzos de 1321.